# HTC Athena
HTC Athena，原廠型號HTC Advantage X7500，HTC Advantage X7501，HTC Advantage X7510，是台灣宏達電公司所推出的外形類似迷你筆電的智慧手機，搭載微軟 Windows Mobile，擁有5吋VGA觸控式螢幕，可拆式磁附鍵盤，搭載VueFLO方向性感應瀏覽器，方便單手操控網路功能，內建超大微型硬碟，內建SiRF三代GPS天線，VGA輸出。2007年3月於歐洲首度發表，2008年6月推出升級版。已知客製版本HTC X7500，HTC X7501，HTC X7510，HTC Advantage X7500，HTC Advantage X7501，HTC Advantage X7510，Dopod U1000，T-Mobile Ameo。

## HTC Advantage X7500技術規格
- 處理器：Marvell PXA270 624 MHz with AMD ATi Graphic Chip W2284
- 作業系統：Windows Mobile 5.0 PocketPC Phone Edition
- 記憶體：ROM：256MB，RAM：128MB，硬碟：8GB
- 尺寸：133.5mm X 98mm X 16mm
- 重量：359g（含電池）
- 螢幕：VGA 解析度、5.2 吋 TFT-LCD 平面式觸控感應螢幕
- 操控：可拆式磁附Qwerty鍵盤，HTC VueFLO方向性感應瀏覽器
- 網路：HSUPA/HSDPA/WCDMA/EDGE/GPRS/GSM
- GPS：SiRF Star III
- 藍牙：2.0 with EDR
- Wi-Fi：IEEE 802.11 b/g
- 相機：300萬畫素相機，支援自動對焦功能
- 擴充槽：miniSD記憶卡（相容於SD 2.0）
- 電池：2100mAh充電式鋰或鋰聚合物電池

## HTC Advantage X7501技術規格
- 處理器：Marvell PXA270 624 MHz with AMD ATi Graphic Chip W2284
- 作業系統：Windows Mobile 6.0 Professional
- 記憶體：ROM：256MB，RAM：128MB，硬碟：8GB
- 尺寸：133.5mm X 98mm X 16mm
- 重量：359g（含電池）
- 螢幕：VGA 解析度、5.2 吋 TFT-LCD 平面式觸控感應螢幕
- 操控：可拆式磁附Qwerty鍵盤，HTC VueFLO方向性感應瀏覽器
- 網路：HSUPA/HSDPA/WCDMA/EDGE/GPRS/GSM
- GPS：SiRF Star III
- 藍牙：2.0 with EDR
- Wi-Fi：IEEE 802.11 b/g
- 相機：300萬畫素相機，支援自動對焦功能
- 擴充槽：miniSD記憶卡（相容於SD 2.0）
- 電池：2100mAh充電式鋰或鋰聚合物電池

## HTC Advantage X7510技術規格
- 處理器：Marvell PXA270 624 MHz with AMD ATi Graphic Chip W2284
- 作業系統：Windows Mobile 6.1 Professional
- 記憶體：ROM：256MB，RAM：128MB，硬碟：16GB
- 尺寸：133.5mm X 98mm X 16mm
- 重量：375g（含電池）
- 螢幕：VGA 解析度、5.2 吋 TFT-LCD 平面式觸控感應螢幕
- 操控：可拆式磁附Qwerty鍵盤，HTC VueFLO方向性感應瀏覽器
- 網路：HSUPA/HSDPA/WCDMA/EDGE/GPRS/GSM
- GPS：SiRF Star III
- 藍牙：2.0 with EDR
- Wi-Fi：IEEE 802.11 b/g
- 相機：300萬畫素相機，支援自動對焦功能
- 擴充槽：miniSD記憶卡（相容於SD 2.0）
- 電池：2100mAh充電式鋰或鋰聚合物電池

## 外部連結
- HTC Advantage 系列概觀
- HTC Advantage 系列技術規格